# Tomáš Rosický
Tomáš Rosický (n. 4 octombrie 1980, Praga, Cehoslovacia) este un fotbalist ceh retras din activitate. A mai jucat la Sparta Praga și Borussia Dortmund. În prezent, este unul dintre cei mai buni fotbaliști din Cehia. La 6 ani debutează la echipa de juniori a clubului ČKD Kompresory Praga iar doi ani mai târziu a fost transferat la echipa de juniori a echipei Sparta Praga. Poreclit „Micul Mozart”, Tomáš este un jucator cu o tehnica și pase bune, având capacitatea de a coordona jocul. Are un frate, pe nume Jiří Rosický, fotbalist retras din activitate.

## Cariera

### Sparta Pragua
Rosický și-a început cariera la AC Sparta Praga, provenind dintr-o familie de fotbaliști. Tatăl său, Jiří, care a jucat și el pentru praghezi în anii '70s și fratele, tot cu numele Jiří, a făcut parte din lotul aceleași echipe în anii '90. A jucat mai întâi pentru tineretul lui Sparta, debutând la echipa mare în 1998 și jucând trei meciuri în sezonul 1998–1999, câștigând primul său campionat cu Sparta. A marcat cinci goluri în sezonul 1999–2000, câștigând campionatul pentru a doua oară la rând. He was named the "Talent of the Year" at the 1999 Czech Footballer of the Year awards. În grupele Ligii Campionilor din 2000-2001, a marcat goluri în meciurile cu Șahtior Donețk și Arsenal, atrăgând atenția clubului german din Bundesliga Borussia Dortmund care a reușit să-l transfere în ianuarie 2001.

### Borussia Dortmund

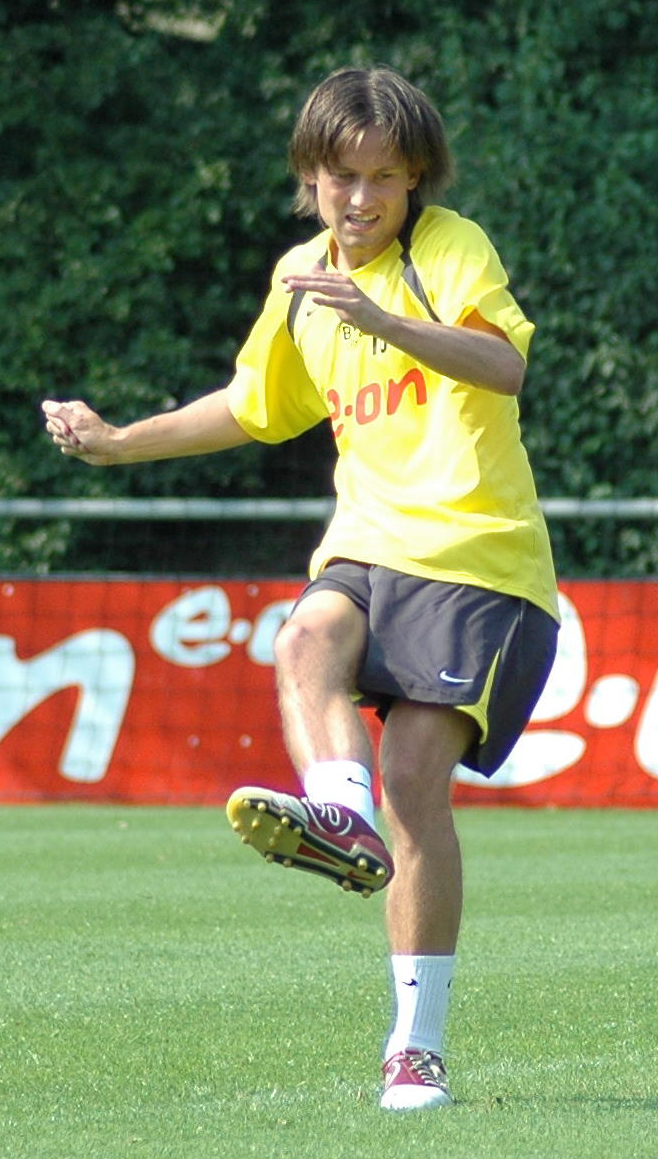
Rosický la Borussia Dortmund în 2006

Borussia Dortmund a platit pentru el 18 milioane de lire sterline, și a semnat cu jucătorul un contract pe cinci ani, stabilind mai multe recorduri în Bundesliga la venirea sa in 2001 de la Sparta Praga, și anume cel de cel mai scump jucător adus în Bundesliga la acea vreme, precum și cel de cel mai scump jucător ceh. În primul său sezon la Dortmund, Rosický a ajutat clubul să câștige Bundesliga 2001–2002. A jucat și în finala Cupei UEFA 2006, pierdută cu scorul de 3–2 în fața lui Feyenoord. Reputația lui Rosický a crescut considerabil în timpul perioadei sale la Dortmund, până la un moment dat, când Borussia, din cauza problemelor financiare, nu l-a mai putut păstra. Presa a anunțat interesul marilor cluburi Real Madrid, Atletico Madrid, Tottenham, Chelsea si Arsenal pentru Tomas. Rosický si-a exprimat dorinta fata de Dortmund de a-l lasa sa plece la sfarsitul sezonului 2005-2006, iar venirea sud-africanului Steven Pienaar a fost o soluție de înlocuire a talentatului jucător ceh.

### Arsenal

#### Sezonul 2006-2007
La 23 mai 2006, Arsenal a confirmat faptul ca Tomáš a semnat un contract pe termen lung. Suma pe care „tunarii” au plătit-o pentru el este în jurul a 6,8 milioane de lire sterline. Rosicky a preluat tricoul cu numarul 7, care i-a apartinut înainte legendei lui Arsenal, Robert Pires, fiind și înlocuitorul acestuia pe banda stângă.
Pe 8 august 2006, Rosický și-a făcut debutul oficial la Arsenal in turul trei preliminar din Liga Campionilor, împotriva lui Dinamo Zagreb, jucând ca extremă stânga. Pe 13 septembrie, Rosicky a maract primul său gol pentru Arsenal în partida din deplasare, câștigată cu 2-1 cu Hamburger SV, cu un șut de la distanță. A inscris primul gol în Premier League pe 11 februarie 2007, în partida cu Wigan. A mai marcat cu Bolton Wanderers pe 14 aprilie 2007 și cu Manchester City pe 17 aprilie 2007. Rosický nu a fost în forma sa de marcator cu care ne-a obisnuit, însciind doar 3 goluri in Premier League și șase în total.

#### Sezonul 2007-2008
Rosický a început de asemnea sezonul 2007-2008 pe flancul stâng. Pe 29 august a marcat primul gol oficial in fața fostului său club Sparta Praga, marcand după 7 minute de la începerea jocului. Rosický și-a păstrat forma bună și în meciul cu Portsmouth, unde a înscris primul său gol din Premier League al sezonului, în victoria de 3-1. A mai marcat cu Bolton Wanderers, și cu Wigan Athletic, ambele meciuri câștigate cu scorul de 2-0. O accidentare la tendon dintr-un meci de Cupa Angliei din ianuarie 2008 cu Newcastle United, în urma căreia a ieșit de pe teren după doar 9 minute, l-a ținut pe tușă pentru tot restul sezonului. Managerul lui Arsenal, Arsene Wenger a declarat ca accidentarea lui Tomas, „nu este una serioasa, dar ciudată”. Totuși, accidentarea l-a tinut departe de teren restul sezonului, ceea ce a însemnat și ratarea turneului final Euro 2008. A lipsit și pe durata sezonului 2008-2009, jucând o repriză într-un meci amical cu Barnet din iulie 2009, reaccidentându-se în august 2009.

#### Sezonul 2009-2010

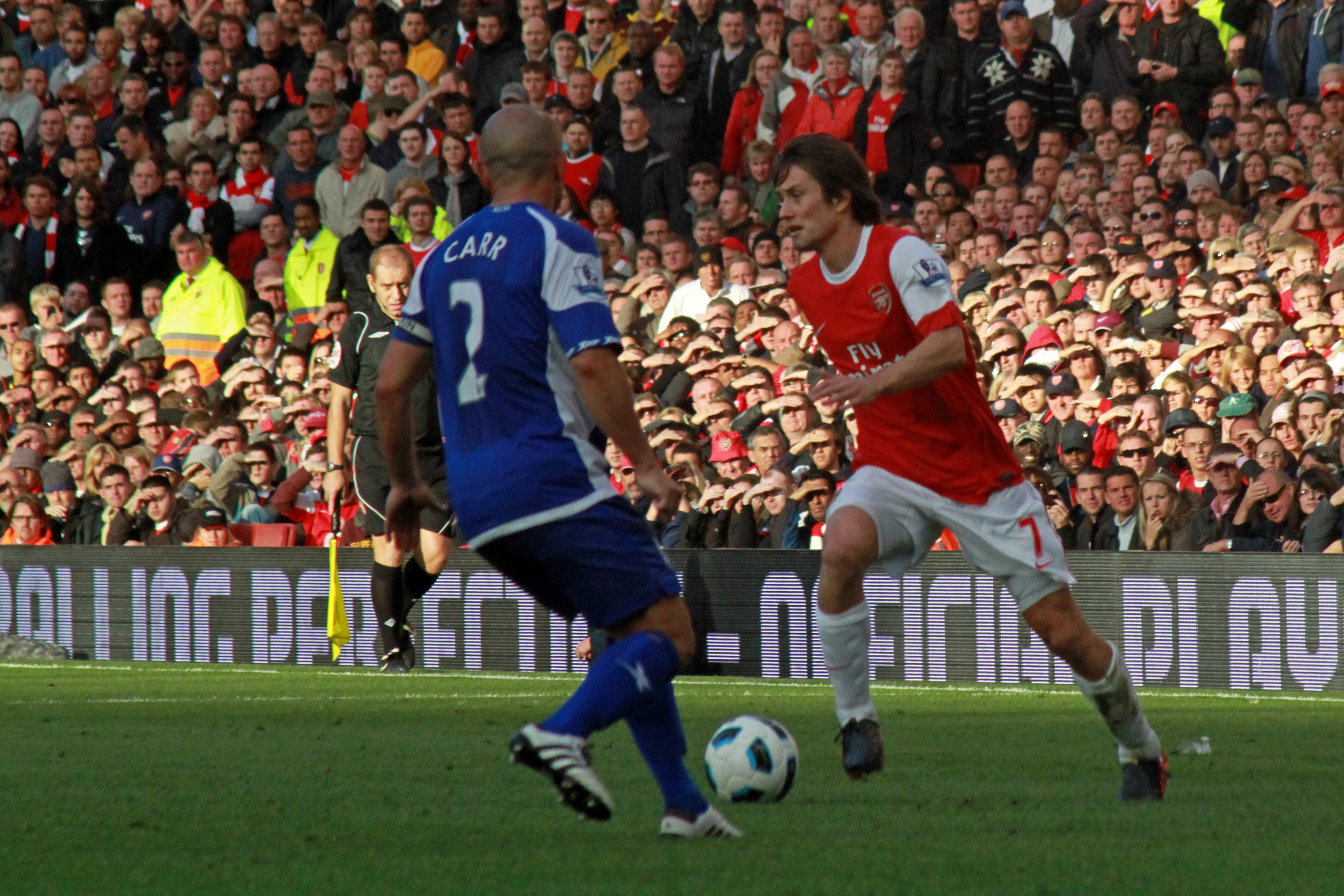
Tomáš Rosický la Arsenal în 2010

A revenit într-un meci de Premier League abia pe 12 septembrie 2009, intrând pe teren din postura de rezervă în meciul cu Manchester City, în care i-a pasat decisiv lui Robin van Persie și a marcat un gol, dar care a fost pierdut cu scorul de 4–2.
La 4 ianuarie 2010 a semnat un nou contract cu Arsenal.

### La națională
Rosický și-a făcut debutul internațional în 2000, la vârsta de 19 ani, într-un meci cu Irlanda. A jucat la Euro 2000 și Euro 2004, și și-a ajutat echipa să se califice la Campionatul Mondial din 2006. Rosický a marcat șapte goluri in preliminarii, furnizând și pase de gol pentru Milan Baroš și Jan Koller.
La Campionatul Mondial din 2006, Rosicky a marcat 2 goluri în meciul castigat de Cehia cu 3-0 in fata Statelor Unite, în meciul lor de deschidere. A devenit căpitanul naționale în august 2006, în urma retragerii lui Pavel Nedvěd, Rosický a ratat Euro 2008, din cauza unei accidentări. A mai jucat la Euro 2012, unde s-a accidentat din nou în meciul cu Grecia.
La 12 iunie 2015 a jucat cel de-al 100-lea meci la națională, cel din înfrângerea cu Islanda contând pentru Preliminariile Campionatului European de Fotbal 2016.

## Titluri

### Club
Sparta Praga
- Gambrinus liga (3): 1998–1999, 1999–2000, 2000–2001

Borussia Dortmund
- Bundesliga (1): 2001–2002

Arsenal
- FA Cup: 2013–14, 2014–15
- FA Community Shield: 2014, 2015